# Whiting (Wisconsin)
Whiting is een plaats (village) in de Amerikaanse staat Wisconsin, en valt bestuurlijk gezien onder Portage County.

## Demografie
Bij de volkstelling in 2000 werd het aantal inwoners vastgesteld op 1760. In 2006 is het aantal inwoners door het United States Census Bureau geschat op 1598, een daling van 162 (-9,2%).

## Geografie
Volgens het United States Census Bureau beslaat de plaats een oppervlakte van 5,5 km², waarvan 4,8 km² land en 0,7 km² water. Whiting ligt op ongeveer 328 m boven zeeniveau.

## Plaatsen in de nabije omgeving
De onderstaande figuur toont nabijgelegen plaatsen in een straal van 20 km rond Whiting.